# Strandhotellet i Vejers
Strandhotellet i Vejers var et dansk strandhotel beliggende i yderste klitrække ved Vejers Strand. Det er opført i 1926 af Vejers Forsamlingshusvenner. Hotellet var på 2.400 etagekvadratmeter og havde 34 værelser. Grunden er på 8.366 kvadratmeter.
Hotellet lukkede ned med afskedsreception 2. december 2017 efter knap 60 års drift af familien Frandsen. Aase Frandsen købte hotellet i 1958. Sidenhen overtog hendes søn driften.
Hotellet ligger på en af statens grunde som Naturstyrelsen administrerer. Lejekontrakten kunne ikke forlænges, fordi grunden skal sælges. Ifølge etnolog og livsstilsekspert Julia Lahme er bade- og strandhoteller blevet en del af vores fælles kulturarv.